# Karl Reissig
Karl Reissig, též Carl, příjmení uváděno i Reißig (16. října 1832 Ahníkov – 15. srpna 1908 Brno), byl rakouský advokát a politik německé národnosti z Moravy; poslanec Moravského zemského sněmu.

## Biografie
Narodil se v Ahníkově v severozápadních Čechách jako syn Eduarda Reissiga, tamního vrchního úředníka a justiciára na panství Wolkensteinů-Trostburgů. Vystudoval gymnázium v Praze na Novém Městě a pak práva na Karlo-Ferdinandově univerzitě v Praze, kde promoval roku 1856. Působil jako advokát. Od roku 1854 byl na praxi u brněnského obchodního soudu a absolvoval i praxi v tamních advokátních kancelářích. Od roku 1859 byl notářem v Místku, od roku 1863 advokátem ve Svitavách a roku 1868 se stal advokátem v Brně. V období let 1881–1889 působil jako prezident Moravské advokátní komory v Brně. Od roku 1883 až do své smrti byl rovněž ředitelem Zemské hypoteční banky. Angažoval se veřejně a politicky. Spoluzakládal spolek Německý dům a byl jeho místopředsedou. Od roku 1885 byl aktivní v brněnském měšťanském střeleckém spolku. Od roku 1873 do roku 1908 byl členem obecního výboru v Brně. Zasedal v zemské školní radě. Roku 1898 získal Řád Františka Josefa (komturský kříž) a předtím roku 1893 Řád železné koruny III. třídy. V roce 1902 byl zvolen za člena Státního soudního dvora (Staatsgerichtshof).
Koncem 19. století se zapojil i do vysoké politiky. V zemských volbách v roce 1890 byl zvolen na Moravský zemský sněm, kde zastupoval kurii měst, obvod Brno (IV. okres). Patřil mezi německé liberály (tzv. Německá pokroková strana navazující na ústavověrný politický proud s liberální a centralistickou orientací). V zemských volbách v roce 1896 už se rozhodl nekandidovat.
Zemřel v srpnu 1908 po krátké nemoci a byl pohřben na Ústředním hřbitově v Brně.
Jeho manželkou byla Gabriele rozená Ott, dcera brněnského starosty Rudolfa Otta. Jejich synem byl Karl Reissig mladší (1863–1948), který si počátkem 20. století nechal postavit výstavnou Reissigovu vilu.